# Lumpia
Pour les articles homonymes, voir Lumpia (homonymie).

Le lumpia (prononcé [lœ̃mpia]) est la forme philippine et indonésienne du pâté impérial ou du rouleau de printemps. Le mot lunpia (zh) vient de la langue hokkien. Ce mets, frais ou frit, a été apporté par des immigrants originaires de la province du Fujian, dans le sud de la Chine, qui constituent la majorité des Chinois des Philippines et d'Indonésie.
Aux Pays-Bas et en Belgique, son nom est loempia (prononcé [lumpia], c'est-à-dire avec l'ancienne prononciation indonésienne de lumpia), qui est devenu le nom générique pour les rouleaux de printemps en néerlandais.

## Lumpia basah
Ce nom signifie « lumpia mouillé ». Il désigne la forme non frite, c'est-à-dire la version rouleau de printemps. Il contient des germes de soja, des légumes, des crevettes ou du poulet, et se mange avec une sauce sucrée, tauco (mot hokkien désignant les germes de soja salés).

## Lumpia Semarang

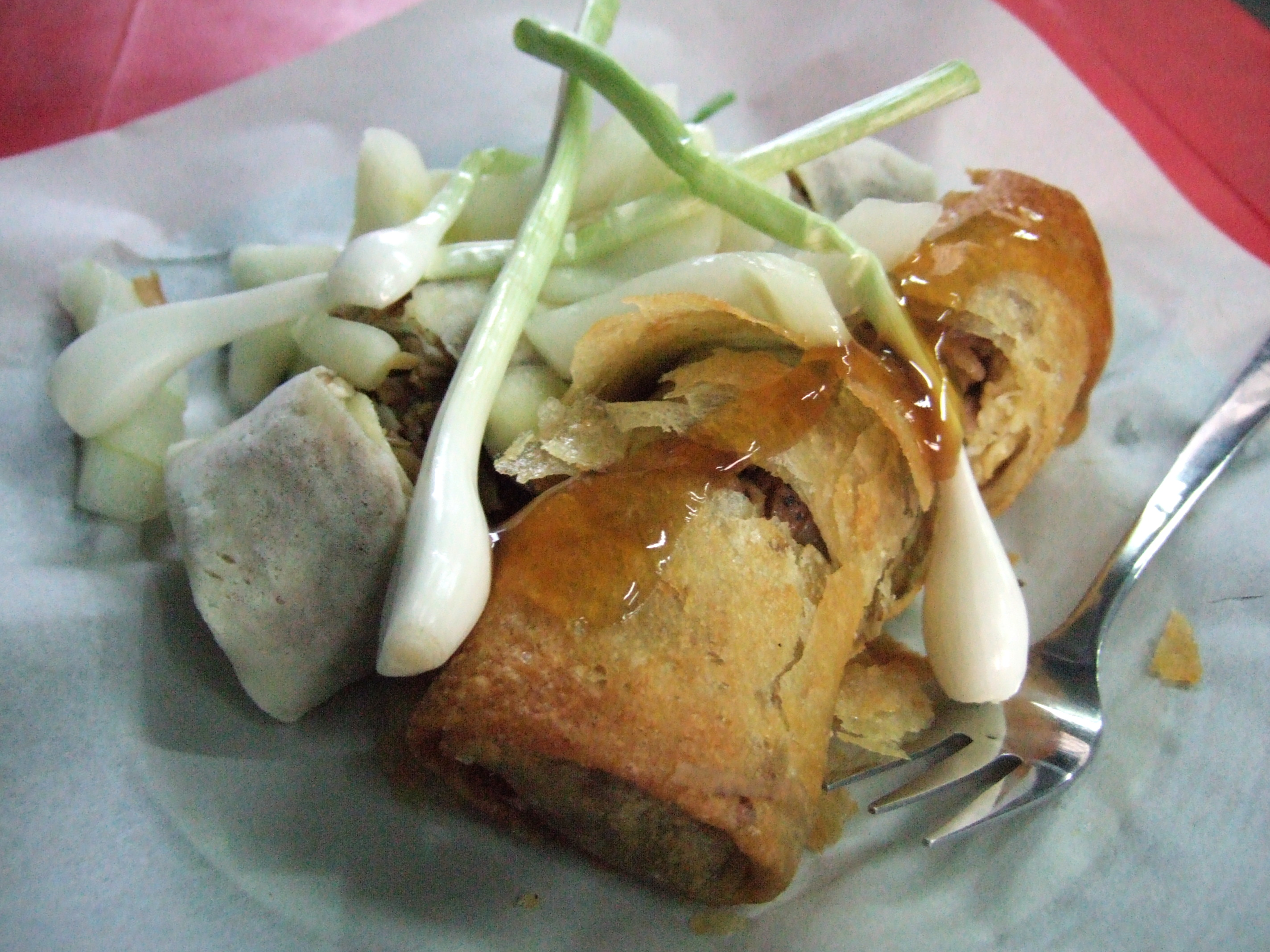
Lumpia Semarang.

Nommée d'après Semarang, la capitale de la province de Java central, cette version du lumpia contient des pousses de bambou, éventuellement des crevettes ou du poulet. On le mange avec une sauce pimentée sucrée, faite de terasi (pâte de crevettes), de sucre de noix de coco, de piments rouges, de poivre, d'amidon de tapioca et d'échalotes. On la sert frite ou fraîche, mais le contenu est toujours cuit.

## Lumpia Surabaya
Nommée d'après Surabaya, la capitale de la province de Java oriental, sa recette est proche de celle du lumpia Semarang, mais moins sucrée.